# Shunji Kasuya

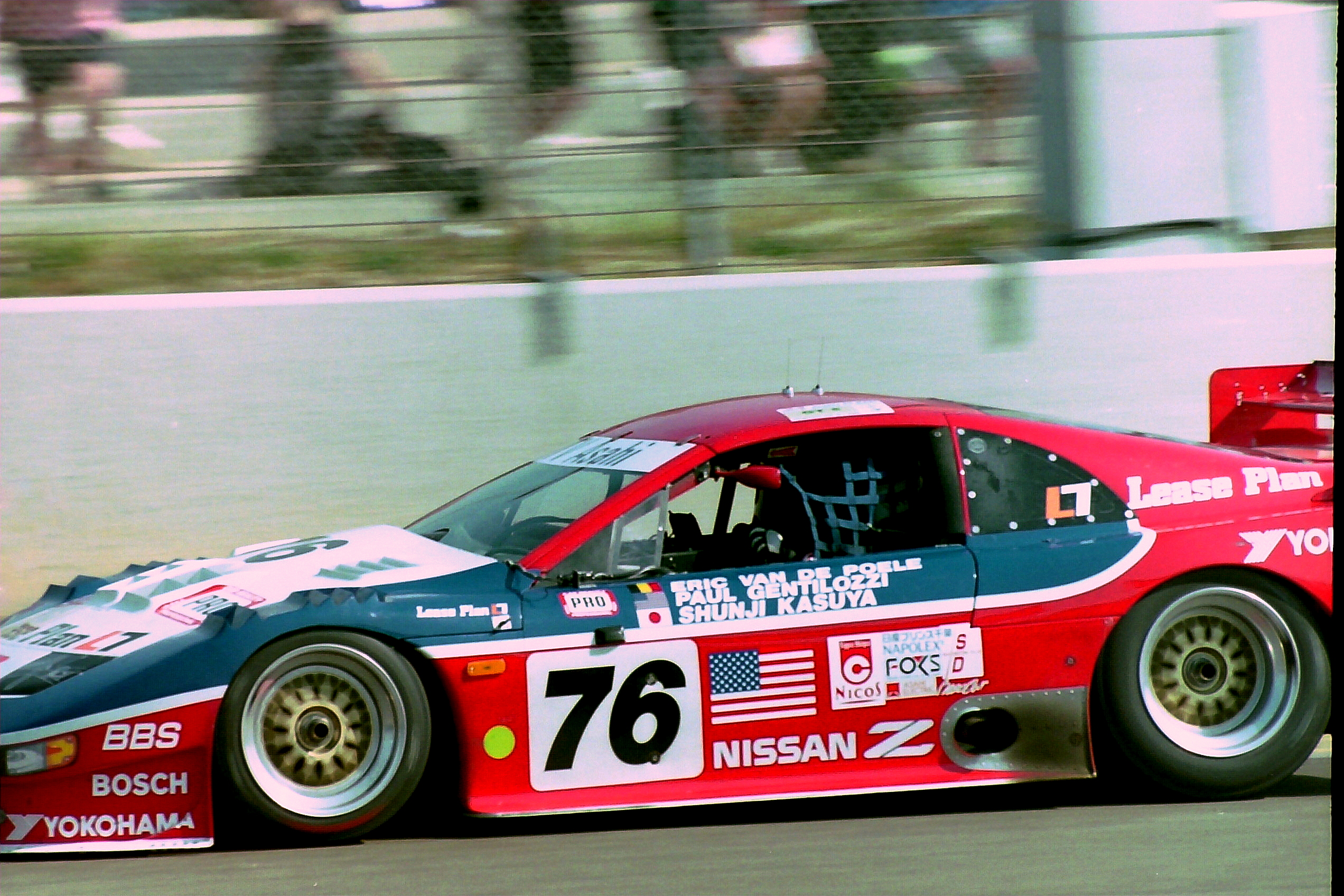
Der Nissan 300ZX von Shuji Kasuya, Paul Gentilozzi und Eric van de Poele beim 24-Stunden-Rennen von Le Mans 1994

Shunji Kasuya, auch Syunji Kasuya, (jap. 粕谷 俊治, Kasuya Shunji; * 24. Januar 1962 in der Präfektur Tokio) ist ein ehemaliger japanischer Autorennfahrer.

## Karriere im Motorsport
Shunji Kasuya war fast 20 Jahre im Motorsport als Fahrer aktiv. Seine ersten Rennen bestritt der Ende der 1980er-Jahre in der japanischen Touren- und Sportwagen-Meisterschaft. Einige Jahre bestritt er parallel zu den Sportwageneinsätzen Monopostorennen, bei denen der wenig Erfolg hatte. Sein erstes Rennen in Europa war das 24-Stunden-Rennen von Le Mans 1989. Kasuya fuhr einen Cougar C20B von Courage Compétition an die 14. Stelle der Gesamtwertung. Partner waren die beiden Franzosen Jean-Claude Andruet und Philippe Farjon. Kasuya fuhr seine Rennen vorwiegend in Japan. Ausnahmen waren Meldungen beim  24-Stunden-Rennen von Le Mans in den 1990er-Jahren.
Nach dem Ende seiner Rennkarriere eröffnete er eine Alfa-Romeo-Niederlassung in seiner Heimatstadt Tokio.

## Statistik

### Le-Mans-Ergebnisse
| Jahr | Team                      | Fahrzeug               | Teamkollege           | Teamkollege             | Platzierung             | Ausfallgrund    |
| ---- | ------------------------- | ---------------------- | --------------------- | ----------------------- | ----------------------- | --------------- |
| 1989 | Courage Compétition       | Cougar C20B            | Philippe Farjon       | Jean-Claude Andruet     | Rang 14 und Klassensieg |                 |
| 1990 | Trust Racing Team         | Porsche 962C           | George Fouché         | Steven Andskär          | Rang 13                 |                 |
| 1992 | Euro Racing               | Lola T92/10            | Heinz-Harald Frentzen | Charles Zwolsman senior | Rang 13                 |                 |
| 1994 | Clayton Cunningham Racing | Nissan 300ZX           | Paul Gentilozzi       | Eric van de Poele       | Ausfall                 | Zündungsschaden |
| 1995 | Nismo                     | Nissan Skyline GT-R LM | Hideo Fukuyama        | Masahiko Kondō          | Rang 10                 |                 |

### Einzelergebnisse in der Sportwagen-Weltmeisterschaft
| Saison | Team        | Rennwagen   | 1   | 2   | 3   | 4   | 5   | 6   |
| ------ | ----------- | ----------- | --- | --- | --- | --- | --- | --- |
| 1992   | Euro Racing | Lola T92/10 | MON | SIL | LEM | DON | SUZ | MAG |
| 1992   | Euro Racing | Lola T92/10 | 13  |     |     |     |     |     |